# Épervans
Épervans település Franciaországban, Saône-et-Loire megyében. Lakosainak száma 1642 fő (2022. január 1.). Épervans Saint-Marcel, Lans, Lux, Ouroux-sur-Saône, Saint-Loup-de-Varennes és Varennes-le-Grand községekkel határos.

## Népesség
A település népességének változása:
| Lakosok száma | 1601 | 1615 | 1661 | 1613 | 1619 | 1616 | 1634 | 1630 | 1642 |
|               | 2013 | 2015 | 2016 | 2017 | 2018 | 2019 | 2020 | 2021 | 2022 |